# フェルナンド・ジェルマーニ
フェルナンド・ジェルマーニ（Fernando Germani, 1906年4月5日 - 1998年6月10日）は、イタリアのオルガン奏者、作曲家。
ローマ出身。地元の音楽院でマルコ・エンリコ・ボッシとフランチェスコ・バヤルディにピアノ、オットリーノ・レスピーギに作曲、チェーザレ・ドビーチに音楽理論、ラファエーレ・マナーリにオルガンをそれぞれ師事。1921年からアウグステオ管弦楽団付きのオルガニストとして活動を始める。1927年にはアメリカに演奏旅行に出て成功を収めた。1932年からキジアーナ音楽院でオルガンを講じ、1934年から母校のサンタ・チェチーリア音楽院のオルガン教師に転出した。1936年から1938年までアメリカのカーティス音楽院でも教鞭を執った。1948年から1959年までサン・ピエトロ大聖堂の首席オルガン奏者を務めた。
ローマにて没。